# Estación Chiguayante
Chiguayante es una estación ubicada en la comuna de Chiguayante, que fue construida junto con el Ferrocarril El Arenal (Talcahuano)- Chillán y Angol, en 1873. Luego pasó a formar parte de la Red Sur de Ferrocarriles del Estado y es parte del ramal San Rosendo - Talcahuano. Actualmente, pertenece a la Línea 1 del Biotrén.

## Historia
Era parada de los servicios locales y de largo recorrido, aunque con el tiempo estos últimos dejaron de detenerse aquí. La doble vía originada en la Estación El Arenal, llegaba hasta esta estación.
En 1999, fue remodelada para el servicio del Biotrén como estación terminal, para lo cual se remodeló su casa estación y se creó una boletería en Avenida Libertador Bernardo O'Higgins. Se dejaron tres vías operativas.
En 2001, Hualqui pasa a ser estación terminal del Biotrén por lo que se comienza a utilizar el andén poniente (dirección Talcahuano).
En 2002, vuelve a tener detención el nuevo servicio Automotor Nocturno Alameda-Talcahuano, suprimiendo la detención en Hualqui.
En 2005, se desmantela la casa estación, la bodega de carga, los andenes y boletería. Se construye en el sector oriente un andén provisorio y se comienza a construir las nuevas boleterías y andenes, inaugurándose el 24 de noviembre de 2005. Se construyeron en el sector oriente paraderos para la futura combinación con buses integradores. 

## Servicios

### Actuales
Desde la década de 1990 la estación presta servicios entre Talcahuano, Concepción y Laja. Es para el 1 de mayo de 2008 que inician los servicios del actual tren Talcahuano-Laja. El servicio presta ocho servicios diarios.